# 울산강남중학교
울산강남중학교(蔚山江南中學校)는 대한민국 울산광역시 남구 삼산동에 있는 공립 중학교이다.

## 학교 연혁
- 1983년 1월 15일 : 태화여자중학교 설립 인가
- 1983년 3월 1일 : 개교 및 제1회 입학식
- 2005년 3월 1일 : 울산강남중학교 교명 변경
- 2010년 3월 1일 : 학교 이전(남구 삼산동)
- 2023년 2월 9일 : 제38회 졸업식(총 졸업생수 13,977명)
- 2023년 3월 2일 : 제41회 입학식(156명)
- 2023년 9월 1일 : 제17대 손위철 교장 취임

## 참고 자료
- 울산강남중학교 - 한국교육학술정보원 학교알리미